# Аня
А̀ня (на италиански: Agna) е малко градче и община в Северна Италия, провинция Падуа, регион Венето. Разположено е на 5 m надморска височина. Населението на общината е 3400 души (към 2011 г.).